# Else De Wachter
Else De Wachter, née le 17 mai 1974 à Malines est une femme politique belge flamande, membre du Sp.a.
Elle est licenciée en criminologie (VUB).

## Fonctions politiques
- échevine à Kapelle-op-den-Bos (2001-)
- députée au Parlement flamand :
  - du 6 juillet 2004 au 7 juin 2009
  - du 7 juillet 2010 au 25 mai 2014 en remplacement de Frank Vandenbroucke, élu sénateur direct